# Spider-Man: Web of Shadows
Spider-Man: Web of Shadows «Людина-павук: Павутиння тіней» (укр. Людина-павук: Павутиння тіней) — відеогра на основі коміксів супергероя Людини-павука. Гра являє собою один з рідкісних ігор про Людину-павука, для якої був розроблений власний сюжет

## Сюжет
Злісний Веном повертається. Цього разу його сила досягла величезних висот. Його симбіот дав Людині-павуку новий костюм і створив епідемію, яка перетворила людей на божевільних сімбіотов. Звичайно, Людина-Павук повинен врятувати всіх людей. В цей же час злочинці продовжують вершити свої темні справи. За порятунок людей Пітер зустрінеться з такими героями, як Росомаха, Люк Кейдж, Місячний Лицар, Чорна Вдова і з такими лиходіями, як Чорна Кішка, Кінгпін, Електро, Носоріг на шляху до головного лиходієві і ворогу Едді Броку — Веному. Доведеться битися з людьми-сімбіоти, божевільними супергероями, яких захопив Симбиот, посиленими, але теж божевільними суперлиходіями, а так само і з величезним Веном, якого теж поглине Симбиот і той стане величезним істотою з 3 головами. Важкувато Людині-павуку впоратися з усіма. Але ж він все-таки супергерой. Доводиться рятувати людей.

## Геймплей
Spider-Man: Web of Shadows на перший погляд може здатися грою по фільму, випущеної сильно заздалегідь. Основа геймплея — польоти по кам'яних джунглях, які за задумом авторів символізують sandbox (якщо тільки правомірно називати цим словом можливість вільно пересуватися по місту). Розробники як би говорять нам: "Це ж гра про Людину-павука. Літайте собі на павутині, вниз спускатися не потрібно "тому як на землі твориться страшне. Групи картонних чоловічків мляво мнуть асфальт, неадекватно реагуючи на вашу присутність. Машини також «вдалися» — за великим рахунком, їх рівно два види: «сіра» і таксі, причому таксі в рази більше. Treyarch обіцяли збудувати свою гру на двох стилях проходження — за злого чи доброго Павука. Дійсно, костюми можна змінювати в будь-який момент, тільки різниця між ними несуттєва. У обох іпостасях герой відмінно літає на павутині і розлючено б'ється. Тому з точки зору геймплея переодягатися сенсу немає, а от для різноманітності і звеселяння — скільки завгодно. Обіцяна бойова система виявилася цікавою. Битви проходять на землі, в повітрі і на стрімких поверхнях. Втім, де б ви не знаходилися, стратегія перемоги все одно буде одна й та ж. Людина-павук вистрілює павутиною у ворога і в рапіді летить до нього. Якщо спрацьовує «павуче чуття» (голова героя загориться червоним, не пропустіть цей момент), потрібно терміново отпригнуть убік — ворог прорахував ваш рух. А якщо чуття мовчить, можна сміливо долетіти до цілі, вдарити супротивника ногами і, відштовхнувшись, полетіти далі, щоб повторити прийом спочатку. Страшно сказати, скільки разів вам доведеться проробляти цей трюк: вороги вистрибують по десятку за раз, вмирає кожен далеко не з першого удару, а дієвий спосіб їх перемогти — один, тому часом доводиться скажено носитися колами. Добре ще, що виглядає все це дуже видовищно, навіть у сотий раз повторений прийом не набридає. До речі, завдяки йому Людина-павук навчився триматися в повітрі. Якщо вас збивають з вертикальної поверхні, завжди буде можливість зачепитися за літаючого або повзає по стіні ворога, щоб повернутися в битву. Як тільки герой встає на стіну, камера змінює кут огляду — стіна стає підлогою. Людина-павук більше не повзає — він може бігати по ній або навіть їздити на ворогах, як на скейті. У підсумку можна запросто забути, де верх, а де низ: камера крутиться немов дзига, та й герой не втомлюється дивувати — робить сальто, сідає в повітрі на шпагат, витягає руку і складає пальці в «козу». Сміх сміхом, а Spider-Man: Web of Shadows — це, здається, перша гра, яка дає можливість відчути себе справжньою Людиною-павуком, з його неймовірною швидкістю, гнучкістю і координацією. Для фанатів припасений бонус у вигляді впізнаваних і дуже оригінально оформлених босів. Так, крила Стерв'ятника складаються з утримуваних гравітаційним полем мечів, які він може розпускати, метати в героя, а потім збирати назад. Самий чудовий момент — бійка з Росомахою. Він, впевнений, що Павука підмінив клон-симбіонт, влаштував йому перевірку — аж ніяк не дружні побої, перемежовуються запитаннями з історії Спайдермена. Відповідати на них повинен сам гравець — ось вже де точно з'ясується, хто насправді фанат серії! У Spider-Man: Web of Shadows є те, чого ми чекаємо від гри про Людину-павука: забіги по вертикальних поверхнях, гідна акробатика, стрибки між будівлями та харизматичні боси. Ні, правда, того, за рахунок чого гра могла б вийти за рамки «продукту-по-ліцензії»: немає по-справжньому оригінальних геймплейних знахідок, немає різноманітності, немає виразно змодельованого міста. Дія в цій грі концентрується навколо Павука, його ворогів і способів їх знищення. За межами цієї схеми немає нічого цікавого.

скріншот гри

## Критика
Ігроманія: 9.0 — вище середнього, Metacritic — 99 з 100, GameSpot — 9.0 GameInformer — 8:50, IGN — 9.7.

## Цікаві факти
У гри 4 кінцівки:
- Якщо скрізь вибирати Чорний Шлях, то Людина-Павук стане королем сімбіотов разом з Чорною Кішкою.
- Якщо після сутички з Чорною Кішкою обраний Червоний Шлях, а в інших моментах Чорний, то Людина-Павук стане королем сімбіотов без Чорної Кішки.
- Якщо скрізь вибирати Червоний шлях то Людина-Павук переможе сімбіотов. У фіналі цієї кінцівки Людина-Павук літає на павутині разом з Мері Джейн.
- Якщо після сутички з Чорною Кішкою-сімбіоти вибрати Чорний Шлях, а в інших моментах Червоний, то після перемоги Людина-Павук піде з міста, так як він зрадив Мері Джейн.